# 中村駅 (咸鏡南道)
中村駅（チュンチョンえき、朝鮮語: 중촌역）は、朝鮮民主主義人民共和国咸鏡南道虚川郡中村里にある駅で、虚川線に属する。 

## 隣の駅
虚川線
上農駅 - 中村駅 - 農村駅